# Kiss the Blade
Kiss The Blade è il secondo album (EP) dei Combichrist.

## Tracce
1. Kiss The Blade (MF 667 Mix) - 3:50
2. Kiss The Blade (Frequensy Cabrone 667 Mix) - 3:40
3. Minus One - 3:15
4. The Well - 6:10
5. Penalty Shot - 4:22